# 皮奥伊州茹阿泽鲁
皮奥伊州茹阿泽鲁（葡萄牙語：Juazeiro do Piauí）是巴西皮奥伊州的一个市镇。总面积827.199平方公里，总人口4769人，人口密度5.8人/平方公里。